# Ireneusz Bil
Ireneusz Włodzimierz Bil (ur. w 1973 roku w Lublinie) – doktor nauk ekonomicznych i menedżer; absolwent i wieloletni wykładowca Szkoły Głównej Handlowej w Warszawie i dyplomowego Studium Bezpieczeństwa Narodowego (SBN) przy Uniwersytecie Warszawskim. W latach 2006–2022 dyrektor zarządzający Fundacji Aleksandra Kwaśniewskiego „Amicus Europae”, a następnie prezes zarządu tej fundacji. Od 2019 prezes zarządu Energy Gate Europe sp. z o.o.

## Życiorys
Od 1997 asystent w Instytucie Gospodarki Światowej SGH. W pracy naukowej zajął się w szczególności kwestiami bezpieczeństwa energetycznego i funkcjonowania rynków energii. W 2004 obronił na SGH pracę doktorską zatytułowaną „Bezpieczeństwo energetyczne w Unii Europejskiej na przykładzie Niemiec. Wnioski dla Polski” oraz objął stanowisko adiunkta w Instytucie Gospodarki Światowej SGH.
W latach 1997–2006 pracował w Biurze Bezpieczeństw Narodowego oraz w Kancelarii Prezydenta RP, m.in. jako ekspert ds. energii i bezpieczeństwa międzynarodowego w Biurze Integracji Europejskiej oraz Biurze Spraw Międzynarodowych. Uczestniczył w procesie negocjacji członkostwa Polski w NATO i Unii Europejskiej. W latach 2005–2006 Zastępca Dyrektora i p.o. Dyrektora Biura Spraw Międzynarodowych KPRP, odpowiedzialny za koordynację działalności międzynarodowej Prezydenta RP.
W latach 2006–2022 dyrektor biura, a następnie prezes zarządu Fundacji Aleksandra Kwaśniewskiego „Amicus Europae”. Członek Rady Naukowej fundacji Parlamentu Europejskiego – Fundacji Europejskich Studiów Progresywnych (FEPS) oraz Rady wiedeńskiego Centrum Współpracy i Pokoju. Jeden z inicjatorów oraz członek rady polskiego proeuropejskiego think-tanku in.Europa. 
Od 2019 pełni funkcję prezesa zarządu Energy Gate Europe Sp. z o.o. (dawne AOT), przedsiębiorstwa specjalizującego się w międzynarodowym obrocie gazem ziemnym oraz energią elektryczną. 
Uczestnik programów studyjnych i stypendialnych Departamentu Stanu USA, Fundacji Bertelsmanna oraz Fundacji ZEIT. „Young Leader” programu Fundacji Koerbera i Monachijskiej Konferencji Bezpieczeństwa. Jest członkiem międzynarodowych organizacji analitycznych i stowarzyszeń, m.in. Commission on the Black Sea, International Association for Energy Economics; był członkiem Komisji Konsultacyjnej przy Strategicznym Przeglądzie Bezpieczeństwa Narodowego Prezydenta RP Bronisława Komorowskiego.
Główny moderator dorocznego Forum Bezpieczeństwa Energetycznego w Monaco, autor kilkudziesięciu publikacji z dziedziny międzynarodowych stosunków gospodarczych, rynków energii, bezpieczeństwa międzynarodowego i integracji europejskiej.
Zna język angielski, niemiecki i rosyjski.

## Odznaczenia
- Srebrny Krzyż Zasługi (2005)[14]